# にじさんじMusic MIX UP!!
『にじさんじMusic MIX UP!!』（にじさんじミュージック・ミックス・アップ）は、日本のバーチャルライバーグループであるにじさんじの1枚目のオリジナルアルバム。2019年11月27日にDMM musicから発売された。

## リリース
「にじさんじMusic MIX UP!!」はにじさんじとDMM musicが共同で開始した音楽プロジェクトによるもの。初回限定版には全ユニットのPVやユニットプロフィールを掲載したデジタルブックレット、ユニットごとの座談会（音声のみ）を収録したPlayPicカードが特典として付属している。

## プロモーション
2019年10月2日、音楽プロジェクトスタートを記念して、幕張メッセイベントホールにてライブイベント「にじさんじMusic Festival 〜Powered by DMM music〜」が開催された。

## アルバム収録曲
初回限定盤, 通常盤共通
1. Dive with me!!!
  - 作詞：JK組（月ノ美兎、樋口楓、静凛）、岩倉みなみ　作曲・編曲：Re:nG
  - 歌：JK組（月ノ美兎、樋口楓、静凛）
2. I'm gonna be OK
  - 作詞：Shogo　作曲：Shogo、早川博隆　編曲：早川博隆
  - 歌：咎ノワール（伏見ガク、剣持刀也、葛葉、叶)
3. メラメラハート
  - 作詞・作曲・編曲：中山英二
  - 歌：NZMN（春崎エアル、夢追翔、成瀬鳴、卯月コウ）
4. サブリミナル・シンクロニシティ
  - 作詞：大山恭子 作曲・編曲：奈須野新平
  - 歌：グリーンルージュ（花畑チャイカ、ジョー・力一）
5. 愛の存在証明
  - 作詞・作曲：ジンツチハシ 編曲：ジンツチハシ、Tsubasa
  - 歌：ERRors（える、夕陽リリ、緑仙）
6. 秘密の放課後〜貴方は染まらずにいられるか〜
  - 作詞：BGクラブ(鈴鹿詩子・森中花咲・モイラ)、宇田川翔　作曲・編曲：宇田川翔
  - 歌：BGクラブ(鈴鹿詩子・森中花咲・モイラ)
7. pure♡paletワンダーランド
  - 作詞：SaKy　作曲：川西竜弥　編曲：宇田川翔、川西竜弥
  - 歌：pure♡palet（物述有栖、シスター・クレア）
8. Buzz!!りムーヴメント
  - 作詞・作曲・編曲：奈須野新平
  - 歌：usus（本間ひまわり、ドーラ）
9. 純情色めく焔は揺れて
  - 作詞：大山恭子　作曲：瀧澤純一　編曲：河原レオ
  - 歌：月華美人（竜胆尊、赤羽葉子、椎名唯華）
10. STARRY WORDS
  - 作詞：阿部史　作曲：渡邉俊彦
  - 歌：ぷりずむりりっく!（宇志海いちご、家長むぎ、勇気ちひろ）

| #   | タイトル                                                    | 作詞 | 作曲・編曲 |
| --- | ----------------------------------------------------------- | ---- | ---------- |
| 1.  | 「Dive with me!!!」(Music Video)                            |      |            |
| 2.  | 「I'm gonna be OK」(Music Video)                            |      |            |
| 3.  | 「メラメラハート」(Music Video)                             |      |            |
| 4.  | 「サブリミナル・シンクロニシティ」(Music Video)             |      |            |
| 5.  | 「愛の存在証明」(Music Video)                               |      |            |
| 6.  | 「秘密の放課後〜貴方は染まらずにいられるか〜」(Music Video) |      |            |
| 7.  | 「pure♡paletワンダーランド」(Music Video)                   |      |            |
| 8.  | 「Buzz!!りムーヴメント」(Music Video)                       |      |            |
| 9.  | 「純情色めく焔は揺れて」(Music Video)                       |      |            |
| 10. | 「STARRY WORDS」(Music Video)                               |      |            |

## リリース日一覧
| 2019年11月27日 | DMM music | CD+Blu-ray |           |            |
| 2019年11月27日 | DMM music | CD+Blu-ray | DMPCZ-011 | 初回限定盤 |
| 2019年11月27日 | DMM music | CD         | DMPCZ-013 | 通常盤     |

## チャート
| チャート                                | 最高 順位 | 出典  |
| --------------------------------------- | --------- | ----- |
| 日本・オリコン 週間CDアルバムランキング | 14        | [ 1 ] |